# V саммит БРИКС
V саммит БРИКС проходил 26-27 марта 2013 года в южно-африканском городе Дурбан. В саммите принимали участие главы всех государств-участниц БРИКС: Бразилии, Индии, Китая, России и ЮАР.

## История саммита
Президент ЮАР заявил, что саммит, это возможность для ЮАР решить экономические проблемы, такие как высокая безработица. Также он заявил о том что «БРИКС повышает конкурентоспособность ЮАР».
Тема: «БРИКС и Африка: партнёрство в целях развития, интеграции и индустриализации»
По итогам саммита обнародована Этеквинская декларация и Этеквинский план действий. В декларации дана оценка текущей мировой политической и экономической ситуации, отражены общие подходы стран БРИКС по актуальным вопросам многостороннего сотрудничества. План действий конкретизирует работу БРИКС на предстоящий год, а также включает новые перспективные направления взаимодействия.
В присутствии лидеров БРИКС подписаны соглашения о сотрудничестве в сфере «зелёной экономики», софинансировании инфраструктурных проектов в Африке и Декларация о создании Делового совета БРИКС.
Объявлено также о подписании Декларации об учреждении Консорциума экспертных центров стран БРИКС и о выходе совместной статистической публикации стран БРИКС.
Перед началом саммита состоялся рабочий завтрак лидеров Бразилии, России, Индии, Китая и ЮАР с представителями деловых кругов.
В этот же день лидеры БРИКС встретились с главами африканских государств. В ходе встречи Владимир Путин отметил, что страны БРИКС сообща отстаивают права и интересы Африки и других стран с переходными экономиками, выступают за повышение их роли и влияния в глобальной системе управления, в частности в международных финансово-экономических организациях.

## Участники
Состав БРИКС (2013):
| Государство | Представитель  | Должность        | Полномочия с       | Фото |
| ----------- | -------------- | ---------------- | ------------------ | ---- |
| Бразилия    | Дилма Русеф    | Президент        | 1 января 2011 года |      |
| Россия      | Владимир Путин | Президент        | 7 мая 2012 года    |      |
| Индия       | Манмохан Сингх | Премьер-министр  | 22 мая 2004 года   |      |
| Китай       | Си Цзиньпин    | Председатель КНР | 14 марта 2013 года |      |
| ЮАР         | Джейкоб Зума   | Президент        | 6 мая 2009 года    |      |